# Kori Schake
Kori N. Schake (nascida em 1962) é a Subdiretora-Geral do Instituto Internacional de Estudos Estratégicos .  Ela já foi pesquisadora na Hoover Institution da Universidade de Stanford .  Ela bloga regularmente para o Shadow Government on Foreign Policy e faz parte do conselho editorial da Orbis e da diretoria do Centre for European Reform .  Ela também é comumente apresentada no podcast do Deep State Radio .

## Carreira profissional
Schake obteve seu PhD no governo da Universidade de Maryland , onde foi aluna de George Quester , Thomas Schelling e Catherine Kelleher .  Ela possui mestrado em governo e na Escola de Relações Públicas .  Ela fez seus estudos de graduação na Universidade de Stanford , incluindo os estudos sob Condoleezza Rice .
O primeiro trabalho do governo de Schake foi com o Departamento de Defesa dos EUA como Oficial de Oficina da OTAN na Divisão de Políticas e Planos Estratégicos da Equipe Conjunta (J-5), onde de 1990 a 1994 trabalhou questões militares da unificação alemã , depois da Guerra Fria e expansão da aliança.  Ela também passou dois anos (1994-1996) no Gabinete do Secretário de Defesa como assistente especial do Subsecretário de Estratégia e Requisitos.

### Conselho nacional de segurança
Durante o primeiro mandato do Presidente George W. Bush , ela foi diretora de Estratégia de Defesa e Requisitos do Conselho de Segurança Nacional .  Ela foi responsável pela coordenação entre agências para questões de planejamento de defesa de longo prazo e manutenção da coalizão.  Projetos que ela contribuiu para incluir conceituação e orçamento para a contínua transformação das práticas de defesa, o realinhamento mais significativo das forças e bases militares dos EUA em todo o mundo desde 1950, criando a Transformação de Comando Aliado da OTAN e a Força de Reacção da OTAN e recrutando e retendo parceiros de coligação para operações no Afeganistão e no Iraque .

### Departamento de Estado
Schake foi Diretora Adjunto de Planejamento de Políticas no Departamento de Estado dos EUA de dezembro de 2007 a maio de 2008.  Suas responsabilidades incluíam a gestão de pessoal, bem como questões de recursos e efetividade organizacional, incluindo um estudo das reformas do Departamento de Estado que permitiam estratégias políticas, econômicas e militares integradas .

### Campanha de McCain-Palin
Schake deixou o Departamento de Estado para servir como consultora sênior de política para a campanha presidencial de McCain-Palin em 2008 , onde foi responsável pelo desenvolvimento de políticas e divulgação nas áreas de política externa e de defesa .  Mais cedo na campanha, ela fora conselheira de Rudy Giuliani .
Ela ocupou a Cátedra de Estudos Internacionais de Segurança em West Point, e também atuou nas faculdades da Escola de Estudos Internacionais Avançados Johns Hopkins , na Escola de Políticas Públicas da Universidade de Maryland e na National Defense University .

## Vida pessoal
Schake foi criada em uma pequena cidade no condado de Sonoma, na Califórnia , por seus pais Cecelia e Wayne, um ex-piloto da Pan Am .  Kori tem um irmão e uma irmã.  Kristina Schake, sua irmã mais nova de 8 anos, também trabalhou na Casa Branca e desempenhou papéis importantes em campanhas presidenciais, mas no lado democrata, trabalhando com a campanha de Michelle Obama e Hillary Clinton em 2016 .  Apesar de suas diferenças políticas, eles permanecem muito próximos.

## Publicações

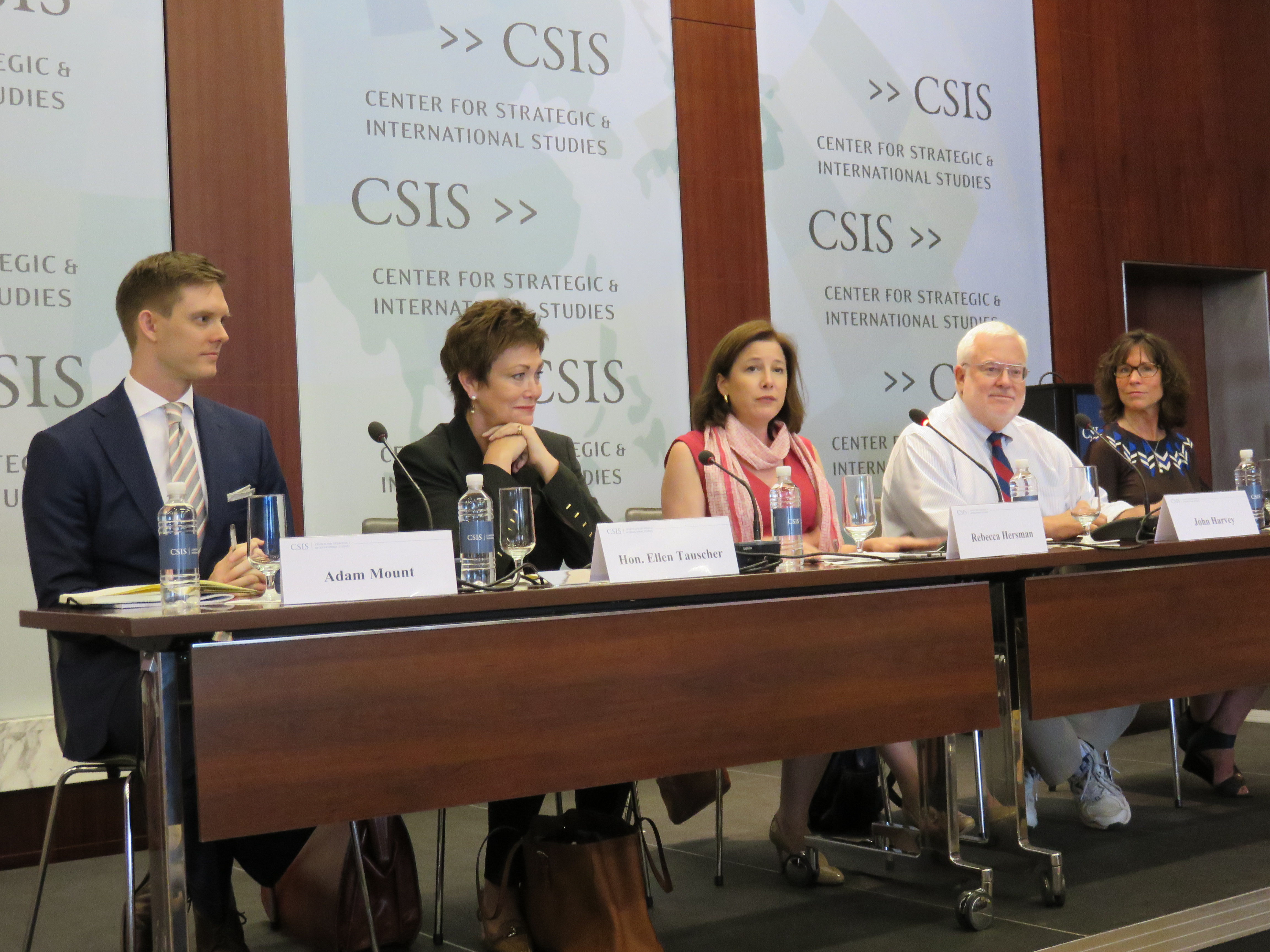
Adam Mount, Ellen O. Tauscher, Rebecca Hersman, John R. Harvey e Kori Schake no painel do Centro de Estudos Estratégicos e Internacionais, Projeto sobre Nucleares e discussão do Fundo Ploughhares, " Debate: Modernização de Armas Nucleares dos EUA ", Washington, DC, 29 de junho de 2017

- América contra o Ocidente: a ordem mundial liberal pode ser preservada? (Penguin Random House Austrália, 2018) ISBN 978-0-1437-9536-0
- Mattis; Schake, eds. (agosto de 2016). Warriors and Citizens: American Views of Our Military. [S.l.: s.n.] ISBN 978-0-8179-1934-4
- Estado de abandono: a fixação da cultura e das práticas do Departamento de Estado (Hoover Institution 2012) ISBN 978-0-8179-1454-7    .
- "Escolhas para a Revisão Quadrienal da Defesa", Orbis , Verão de 2009.
- Gerenciando a hegemonia americana: Ensaios sobre o poder em um período de domínio (Hoover Institution 2009) ISBN 978-0-8179-4902-0    .
- As Eleições dos EUA e a Europa: A Crise Vinda de Grandes Expectativas , (  fr  , 2007).
- “ Lidando com um Irã nuclear ”, Policy Review (abril / maio de 2007).
- "Jurassic Pork", The New York Times , 9 de fevereiro de 2006.
- "Um elogio americano para a defesa europeia", em Anne Deighton, ed., Protegendo a Europa?  (ETH Zurique, 2006) ISBN 978-3-905696-11-0    .
- “ Segurança Nacional: Uma Melhor Abordagem ”, com Bruce Berkowitz, Hoover Digest (No. 4, 2005).
- “Estratégia da NATO e a relação germano-americana”, em Detlef Junker, ed., Os Estados Unidos e Alemanha na Era da Guerra Fria (Cambridge University Press, 2004) ISBN 978-0-521-83420-9    .
- A Crise do Muro de Berlim , editado por John Gearson (Palgrave, 2002) ISBN 978-0-333-92960-5    .
- “ Como os Estados Unidos devem liderar ” (com Klaus Becher), Policy Review (agosto / setembro de 2002).
- Duplicação Construtiva: Reduzindo a Confiança da UE sobre os Ativos Militares dos EUA (Centre for European Reform, janeiro de 2002).
- Implicações Estratégicas de um Irã Armado Nuclearmente , com Judith S. Yaphe e McNair Paper 64 (National Defense University Press, 2001).
- "Controle de Armas após a Guerra Fria: o desafio de agendas de segurança divergentes", em S. Victor Papacosma, Sean Kay e Mark R. Rubin, editores da OTAN após cinquenta anos (2001) ISBN 978-0-8420-2886-8    .
- Iniciativas de defesa da União Europeia ameaçam a OTAN?  (Fórum Estratégico, National Defense University , agosto de 2001).
- Avaliação da Eficiência da OTAN na Gestão de Crises , Les Notes de L'IFRI, No 21 ( Instituto Francais des Relations Internationales , 2000).
- “A Divergência Fundamental da OTAN Sobre a Proliferação”, em Ted Galen Carpenter, org., The Journal of Strategic Studies , edição especial sobre a OTAN Entra no Século XXI (setembro de 2000); também publicado como um livro de Frank Cass, 2001.
- “Construindo uma capacidade de defesa européia”, com Amaya Bloch-Laine e Charles Grant, em Survival (IISS, primavera de 1999).
- “Crônica da OTAN: Nova Desordem Mundial”, Joint Forces Quarterly (abril de 1999).
- Zwischen Weissen Haus e Pariser Platz - Washington e Berlim em Strategischer Allianz , em Ralph Thiele e Hans-Ulrich Seitz, editores, Heraus-Forderung Zukunft (Report Verlag, 1999).
- "Os Acordos de Paz de Dayton: Sucesso ou Fracasso?", Em Kurt R. Spillmann e Joachim Krause, editores, Desafios Internacionais de Segurança em um Mundo em Mudança (Peter Lang, 1999) ISBN 978-3-906763-68-2    .
- “A OTAN Depois da Guerra Fria, 1991-1996: Concorrência Institucional e o Colapso da Alternativa Francesa”, Contemporary European History , Vol 7, Part 3 (November 1998).
- “Além da Rússia e da China: uma pesquisa de ameaças à segurança dos EUA de países menores”, desafiando os Estados Unidos de maneira simétrica e assimétrica: América pode ser derrotada? Lloyd J. Matthews, ed., ( US Army War College , julho de 1998).
- Europa após a expansão da OTAN: A Agenda de Segurança Inacabada (Policy Paper # 38, Instituto sobre Conflito e Cooperação Global , fevereiro de 1998).
- "O colapso da Iugoslávia", em Roderick K. von Lipsey, ed., Breaking the Cycle: uma estrutura para a resolução de conflitos (St. Martin's Press, 1997) ISBN 978-0-312-16253-5    .
- "As Crises de Berlim de 1948-49 e 1958-62", em Beatrice Heuser e Robert O'Neill , ed., Protegendo a Paz na Europa, 1945-1962 (MacMillan, 1992) ISBN 978-0-312-06217-0    .